# Walter Bart
Walter Bart (1978) is een Nederlandse acteur.
Bart studeerde af aan de Toneelacademie Maastricht in 2001 en maakt deel uit van de acteursgroep Wunderbaum (ex-jonghollandia). Met Wunderbaum maakte hij onder meer ‘Eindhoven de gekste’, ‘Lost Chord Radio’, ‘Welcome in my backyard’, ‘Rollende Road Show’ en ‘Magna Plaza’. ‘Kamp Jezus’ wordt in januari 2008 hun eerste grote zaalproductie. Met Johan Simons werkte Walter Bart aan ‘Bacchanten’ en ‘Tien geboden’. Hij maakte daarnaast ‘Jackpot Motel’ bij de Veenfabriek, de ‘Philipotte-van-Belle-denktank’ bij NTGent en ‘IJs’ van Joachim Robbrecht en Abke Haring. Hij speelde in de film ‘Maybe Sweden’, een productie van Wunderbaum.